# Avion shopping
Avion shopping  är ett köpcentrum i Umeå. Bygget påbörjades  2014 och köpcentrumet öppnades i mars 2016. Förutom ett Ikeavaruhus innehåller centrumet cirka 80 olika butiker och restauranger. Den totala butiksytan är 70 000 kvadratmeter, varav Ikeavaruhuset upptar hälften. Ikea öppnade den 26 februari 2016 och övriga delar den 17 mars.
Avion utsågs den 17 mars 2017 till Sveriges bästa köpcentrum i en undersökning av branschtidningen Market.
Under 2018 och 2019 stängde ett antal butiker i köpcentret, delvis på grund av lokal konkurrens sedan ett nytt köpcentrum, Utopia, öppnat i Umeå, men framför allt på grund av konkurrensen från e-handeln. Med 15 stängda butiker började under våren 2019 talas om Avion som del i den så kallade galleriadöden.